# Park Hotel
Le Park Hotel (en chinois simplifié : 国际饭店 ; chinois traditionnel : 國際飯店 ; pinyin : Guójì Fàndìan, littéralement « l'hôtel international ») est un hôtel célèbre de la rue de Nankin à Shanghai.
Il fut de 1934 à 1958 le plus haut bâtiment d'Asie.

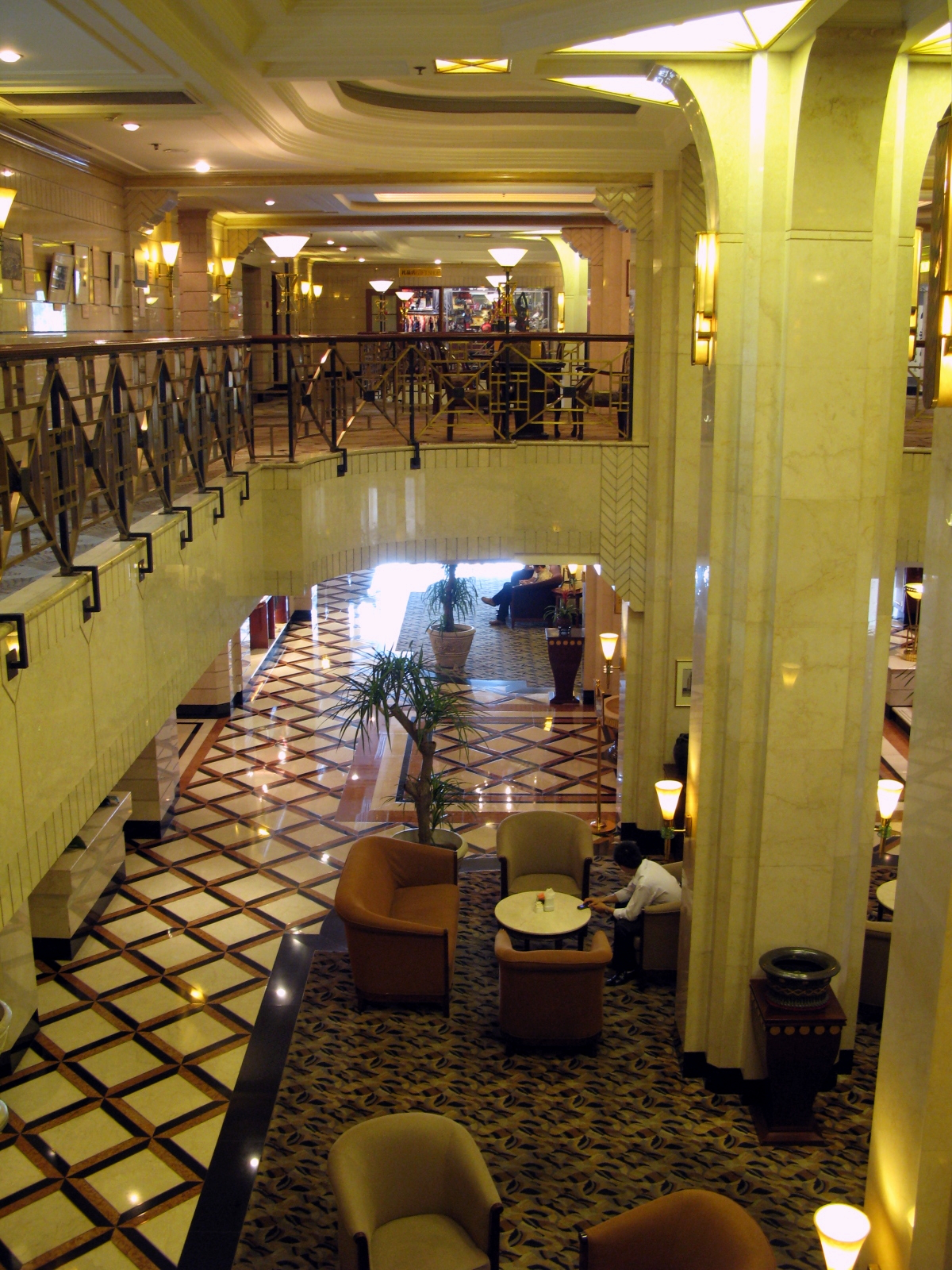
Intérieur du Park Hotel.

Cet hôtel art déco est l'œuvre de l'architecte László Hudec.